# Al-Rawdah (al-Batrounah)
Al-Rawdah hoặc al-Batrounah (tiếng Ả Rập: Tiếng Ả Rập) là một ngôi làng Syria ở huyện Al-Zabadani của Tỉnh Rif Dimashq. Theo Cục Thống kê Trung ương Syria (CBS), Al-Rawdah có dân số 4.536 trong cuộc điều tra dân số năm 2004.